# Pontal do Araguaia
Pontal do Araguaia é um município brasileiro do interior do estado de Mato Grosso, região Centro-Oeste do país. Localiza-se a uma latitude 15º50'43" sul e a uma longitude 52º00'33" oeste, estando a uma altitude de 370 metros. Sua população estimada em 2018 era de  6578 habitantes. Possui uma área de 2764,71 km².

## Últimos prefeitos eleitos
| Ano  | Prefeito   | Partido | Votos | %     | Ref    |
| ---- | ---------- | ------- | ----- | ----- | ------ |
| 2004 | Gerson     | PFL     | 1.079 | 34,90 | [ 6 ]  |
| 2008 | Gerson     | DEM     | 1.609 | 56,02 | [ 7 ]  |
| 2012 | Divina Oda | PSB     | 2.045 | 59,26 | [ 8 ]  |
| 2016 | Gerson     | PSDB    | 1.736 | 42,76 | [ 9 ]  |
| 2020 | Adelcino   | MDB     | 1.828 | 48,00 | [ 10 ] |
| 2024 | Adelcino   | MDB     | 3.252 | 78,63 | [ 11 ] |